# Monumento a William Jasper
El Monumento a William Jasper es un monumento en honor a William Jasper en la ciudad de Savannah, en el estado de Georgia (Estados Unidos). Ubicado en Madison Square, el monumento fue diseñado por Alexander Doyle y dedicado en 1888.

## Historia
William Jasper fue sargento en el Ejército Continental durante la Guerra de Independencia de los Estados Unidos. Durante la batalla de la isla de Sullivan en 1776, ganó fama subiendo un parapeto bajo el fuego enemigo para volver a colocar la bandera de su compañía después de que el asta de la bandera fuera destruida. Por su acción, John Rutledge, el entonces presidente de Carolina del Sur, lo elogió. Más tarde murió en acción durante el asedio de Savannah el 9 de octubre de 1779.
El 2 de febrero de 1888, se dedicó un monumento en honor a Jasper en Madison Square en Savannah. El monumento, ubicado cerca del Hotel De Soto en Savannah, fue diseñado por Alexander Doyle y representa a Jasper durante el sitio de Savannah. Varios ciudadanos prominentes de Savannah, incluido el nativo de Irlanda William Kehoe, habían sido miembros de la asociación responsable de la creación del monumento. El alcalde y los concejales estuvieron presentes en la inauguración del monumento, donde el entonces gobernador de Georgia, John Brown Gordon, pronunció un discurso. El entonces presidente de los Estados Unidos, Grover Cleveland, y la primera dama de los Estados Unidos, Frances Cleveland, fueron invitados de honor, y el presidente se detuvo en su camino a Jacksonville, Florida, y honró la ocasión con un viaje en automóvil. a través de la ciudad.
En 1957, se erigió un marcador histórico de Georgia cerca del monumento.

## Diseño
La estatua de bronce de Jasper, sobre un pedestal de granito, lo muestra en una pose heroica, sosteniendo la bandera de Moultrie sobre su cabeza con la mano izquierda y una espada con la derecha. Cerca de sus pies está su sombrero acribillado a balazos. Tres bajorrelieves en la base del monumento representan escenas de la vida de Jasper. La altura del monumento es de 5 m Una inscripción en la base frontal del monumento dice:

To the memory of Sergeant William Jasper, who, though mortally wounded, rescued the colors of his regiment, in the assault on the British lines about the city, October 9, 1779. A century has not dimmed the glory of the Irish-American soldier whose last tribute to civil liberty was his life. 1779–1879. Erected by the Jasper Monument Association.